# Volksabstimmungen in der Schweiz 2020
Dieser Artikel bietet eine Übersicht der Volksabstimmungen in der Schweiz im Jahr 2020.
In der Schweiz fanden 2020 auf Bundesebene neun Volksabstimmungen statt, im Rahmen dreier Urnengänge am 9. Februar, 27. September und 29. November. Dabei handelte es sich um vier Volksinitiativen und fünf fakultative Referenden.

## Abstimmungen am 9. Februar 2020

### Ergebnisse
| Nr. | Vorlage | Art | Stimm- berechtigte | Abgegebene Stimmen | Beteiligung | Gültige Stimmen | Ja        | Nein      | Ja-Anteil | Nein-Anteil | Stände | Ergebnis |
| --- | --- | --- | ------------------ | ------------------ | ----------- | --------------- | --------- | --------- | --------- | ----------- | ------ | -------- |
| 629 | Eidgenössische Volksinitiative vom 18. Oktober 2016 «Mehr bezahlbare Wohnungen»                                                                            | VI  | 5'467'714          | 2'278'908          | 41,68 %     | 2'244'071       | 0'963'740 | 1'280'331 | 42,95 %   | 57,05 %     | 4½:18½ | nein     |
| 630 | Änderung vom 14. Dezember 2018 des Strafgesetzbuches und des Militärstrafgesetzes (Diskriminierung und Aufruf zu Hass aufgrund der sexuellen Orientierung) | FR  | 5'467'714          | 2'279'761          | 41,69 %     | 2'241'395       | 1'414'160 | 0'827'235 | 63,09 %   | 36,91 %     | –      | ja       |

### Mehr bezahlbare Wohnungen
Eine im Oktober 2016 vom Mieterverband eingereichte Volksinitiative verlangte, dass der Bund den gemeinnützigen Wohnungsbau stärker fördert. Zu diesem Zweck sollte der Anteil solcher Wohnungen auf mindestens zehn Prozent aller neu gebauten Wohnungen steigen. Bei Grundstücksverkäufen sollten die Gemeinden ein Vorkaufsrecht erhalten, während jenes der Kantone ausgedehnt werden sollte. Ausserdem sollten Sanierungen nur noch öffentlich gefördert werden, wenn diese nicht zum Verlust von preisgünstigem Wohnraum führen. Bundesrat und Parlament wiesen das Begehren zurück, weil die Zielgrösse nicht realistisch sei und das Vorkaufsrecht dem Wettbewerbsgedanken widerspreche. Sie stellten der Initiative einen indirekten Gegenvorschlag entgegen, der bei einer Ablehnung in Kraft treten würde: Der Fonds de roulement sollte während zehn Jahren um 250 Millionen Franken aufgestockt werden, um daraus preisgünstige Darlehen zuhanden gemeinnütziger Wohnbauträger zur Verfügung zu stellen. Unterstützung erhielt die Initiative von linken Parteien, Gewerkschaften und dem Verband der Wohnbaugenossenschaften. Die Befürworter argumentierten, dass die Lohnentwicklung mit der Mietzinsentwicklung nicht Schritt halte und dass aufgrund der Immobilienspekulation günstiger Wohnraum in den Städten fehle. Zu den Gegnern gehörten die bürgerlichen Parteien, Wirtschaftsverbände und der Hauseigentümerverband. Sie betonten, dass die Situation auf dem Wohnungsmarkt sich mittlerweile entspannt habe. Eine schweizweite Quote von zehn Prozent sei zu starr und löse das Problem des Wohnraummangels insbesondere in den Städten nicht. Die Aufstockung des Fonds sei ein geeigneteres Mittel. Eine deutliche Mehrheit der Abstimmenden lehnte die Vorlage ab. Ja-Mehrheiten erhielt sie nur in den Kantonen Basel-Stadt, Genf, Jura, Neuenburg und Waadt.

### Diskriminierungsverbot
Eine im Jahr 2013 von SP-Nationalrat Mathias Reynard eingereichte parlamentarische Initiative verlangte eine Ausweitung der Rassismus-Strafnorm. Neben der Diskriminierung von Rasse, Ethnie und Religion sollte neu auch die Diskriminierung aufgrund der sexuellen Orientierung strafbar sein. Der Bundesrat hielt zwar fest, dass eine Strafverfolgung bereits mittels einer Ehrverletzungsklage möglich sei, stellte sich aber nicht gegen das Vorhaben. Mit gleichlautenden Änderungen im Strafgesetzbuch und im Militärstrafgesetz sollte die Diskriminierung der sexuellen Orientierung unter Strafe gestellt werden, sofern sie öffentlich und vorsätzlich erfolgt sowie die Menschenwürde der Betroffenen verletzt. Gegen den entsprechenden Beschluss des Parlaments brachte ein Komitee mit Vertretern der EDU und der SVP ein Referendum zustande. Die rechtskonservativen Gegner befürchteten, dieses «Zensurgesetz» werde zu einer Klagewelle gegen Personen führen, die der Homosexualität kritisch gegenüberstehen. Die Meinungsfreiheit werde eingeschränkt und das geltende Recht biete genügend Schutz vor Diskriminierung. Zu den Befürwortern gehörten fast alle anderen im Parlament vertretenen Parteien, Gewerkschaften, Menschenrechtsorganisationen, der Evangelische Kirchenbund sowie Schwulen- und Lesbenorganisationen. Sie betonten, die zunehmende Verbreitung sozialer Medien und die Anonymität des Internets senkten die Hemmschwelle für Hass und Diskriminierung, weshalb der Schutz erhöht werden müsse. Sachliche Diskussionen über Homosexualität seien weiterhin möglich. Mehr als drei Fünftel der Abstimmenden nahmen die Vorlage an. Nein-Mehrheiten resultierten nur in den Kantonen Appenzell Innerrhoden, Schwyz und Uri.

## Abgesagte Abstimmungen
Am 18. März 2020 beschloss der Bundesrat, wegen der kurz zuvor ausgebrochenen COVID-19-Pandemie auf die Durchführung eines ursprünglich am 17. Mai geplanten Urnengangs zu verzichten. Er verschob die Abstimmungen über die Begrenzungsinitiative, das Jagdgesetz und die Kinderdrittbetreuungskosten auf den 27. September.

## Abstimmungen am 27. September 2020

### Ergebnisse
| Nr. | Vorlage | Art | Stimm- berechtigte | Abgegebene Stimmen | Beteiligung | Gültige Stimmen | Ja        | Nein      | Ja-Anteil | Nein-Anteil | Stände | Ergebnis |
| --- | --- | --- | ------------------ | ------------------ | ----------- | --------------- | --------- | --------- | --------- | ----------- | ------ | -------- |
| 631 | Eidgenössische Volksinitiative vom 31. August 2018 «Für eine massvolle Zuwanderung (Begrenzungsinitiative)»                                     | VI  | 5'493'036          | 3'267'849          | 59,49 %     | 3'222'344       | 1'235'995 | 1'988'349 | 38,56 %   | 61,64 %     | 3½:19½ | nein     |
| 632 | Änderung vom 27. September 2019 des Bundesgesetzes über die Jagd und den Schutz wildlebender Säugetiere und Vögel (Jagdgesetz)                  | FR  | 5'493'036          | 3'259'818          | 59,34 %     | 3'185'132       | 1'531'027 | 1'654'105 | 48,07 %   | 51,93 %     | –      | nein     |
| 633 | Änderung vom 27. September 2019 des Bundesgesetzes über die direkte Bundessteuer (Steuerliche Berücksichtigung der Kinderdrittbetreuungskosten) | FR  | 5'493'036          | 3'252'306          | 59,21 %     | 3'167'686       | 1'164'451 | 2'003'235 | 36,76 %   | 63,24 %     | –      | nein     |
| 634 | Änderung vom 27. September 2019 des Bundesgesetzes über den Erwerbsersatz für Dienstleistende und bei Mutterschaft (Erwerbsersatzgesetz)        | FR  | 5'493'036          | 3'260'613          | 59,36 %     | 3'204'015       | 1'933'310 | 1'270'705 | 60,34 %   | 39,66 %     | –      | ja       |
| 635 | Bundesbeschluss vom 20. Dezember 2019 über die Beschaffung neuer Kampfflugzeuge                                                                 | FR  | 5'493'036          | 3'264'252          | 59,43 %     | 3'203'163       | 1'605'839 | 1'597'324 | 50,13 %   | 49,87 %     | –      | ja       |

### Begrenzungsinitiative
Da das Parlament die im Februar 2014 angenommene Masseneinwanderungsinitiative nur sehr zurückhaltend umgesetzt und somit gegen den Volkswillen verstossen habe, reichte ein aus Vertretern der SVP und der AUNS bestehendes Komitee im August 2018 eine weitere Volksinitiative ein. Sie verlangte die Aufhebung der Personenfreizügigkeit, wie sie in den bilateralen Verträgen zwischen der Schweiz und der EU festgeschrieben ist. Der Bundesrat würde dazu verpflichtet, das Freizügigkeitsabkommen (FZA) innerhalb von zwölf Monaten auf dem Verhandlungsweg ausser Kraft zu setzen. Bei einem Scheitern der Verhandlungen müsste er das Abkommen einseitig kündigen. Damit würden aufgrund der Guillotine-Klausel alle anderen Abkommen des Pakets Bilaterale I wegfallen. Bundesrat und Parlament empfahlen die Ablehnung der Initiative, da das FZA von zentraler Bedeutung für die Beziehungen zur EU sei. Unterstützung erhielten die Initianten nur von kleinen Rechtsaussenparteien, wobei die Vorlage selbst innerhalb der SVP nicht unumstritten war. Die Befürworter warnten davor, dass die Schweiz bei ungebremster Einwanderung bald zehn Millionen Einwohner zählen werde. Ein solcher Bevölkerungszuwachs führe zu weniger Lebensqualität, mehr Kriminalität, fortschreitender Zersiedelung, höherem Lohndruck und einer Überlastung der Verkehrsinfrastruktur. Der bilaterale Weg als solcher werde nicht in Frage gestellt, sondern lediglich die Personenfreizügigkeit. Gegen die Initiative wehrten sich linke und bürgerliche Parteien, Wirtschaftsverbände und Gewerkschaften. Es sei unrealistisch, die Personenfreizügigkeit zu kündigen, ohne dabei die anderen Abkommen akut zu gefährden. Vielmehr würde der Wegfall des EU-Marktzugangs die Schweizer Unternehmen hart treffen, was angesichts der COVID-19-Pandemie unverantwortlich sei. Über drei Fünftel der Abstimmenden lehnten die Vorlage ab; Zustimmung fand sie nur in den Kantonen Appenzell Innerrhoden, Glarus, Schwyz und Tessin.

### Änderung des Jagdgesetzes
Die zunehmende Verbreitung von Wölfen und die Einwanderung weiterer Grossraubtiere wie Braunbären veranlassten den Bundesrat dazu, eine Revision des Jagdgesetzes vorzubereiten. Insbesondere Wölfe sollten leichter gejagt werden können, andere Arten dagegen besser geschützt werden. Die intensiven parlamentarischen Beratungen fanden erst in der Einigungskonferenz ihren Abschluss. Im Zentrum der Auseinandersetzung stand der Wolf, dessen Bestand die Kantone künftig ohne Zustimmung des Bundes regulieren sollten. Zudem sollte er geschossen werden können, bevor er Schäden anrichtet – beispielsweise wenn er sich auffällig oder gefährlich verhält. Ausserdem sollten die Lebensräume von Wildtieren besser miteinander vernetzt und die Entschädigungen nach Rissen durch Wildtiere angepasst werden. Gegen diesen Beschluss ergriffen mehrere Natur- und Tierschutzorganisationen das Referendum, mit Unterstützung der SP, der Grünen und der GLP. Die Gegner kritisierten den stark gelockerten Schutz des Wolfes; ihre ungewöhnlich intensiv geführte Kampagne rückte aber auch andere Tierarten wie Luchs und Biber in den Mittelpunkt, die künftig vom Bundesrat auf dem Verordnungsweg für jagdbar erklärt werden könnten. Parteien der Mitte und der Rechten setzten sich für das Gesetz ein, ebenso Jagd- und Forstverbände. Sie entgegneten, die Bejagung anderer Wildtiere sei in einem Verordnungsentwurf bereits ausgeschlossen worden. Hingegen müsse der wachsende Wolfsbestand reguliert werden, um zunehmende Konflikte (vor allem mit Schafherden im Berggebiet) zu vermeiden. Eine knappe Mehrheit der Abstimmenden lehnte die Vorlage ab; dabei zeigte sich ein ausgeprägter Stadt-Land-Gegensatz.

### Kinderdrittbetreuungskosten
Im Mai 2018 präsentierte der Bundesrat eine Änderung des Bundesgesetzes über die direkte Bundessteuer. Um die Vereinbarkeit von Familie und Beruf zu stärken und so das inländische Arbeitskräftepotenzial besser auszunutzen, sollte bei der Bundessteuer der Abzug für die Kinderbetreuung durch Dritte erhöht werden. Pro Kind und Jahr sollte der Abzug von bisher 10'100 auf neu 25'000 Franken steigen, wodurch die Kosten eines durchschnittlichen Kita-Platzes während vier bis fünf Tagen statt bislang rund zwei Tagen pro Woche abzugsfähig würden. Die Vorlage war in der parlamentarischen Debatte umstritten; erst nach der Einigungskonferenz schloss sich der Ständerat der Version des Nationalrates an und stimmte zusätzlich einer Erhöhung des allgemeinen Kinderabzugs von 6'500 auf 10'000 Franken pro Kind zu. Jährlich würden Mindereinnahmen in der Höhe von 380 Millionen Franken resultieren. Gegen die Gesetzesänderung ergriff die SP das Referendum, mit Unterstützung der Grünen, der GLP und der Gewerkschaften. Die Gegner argumentierten, dass die Vorlage keine Erwerbsanreize mehr setze und überdies nicht sozialverträglich sei: Profitieren würden fast ausschliesslich gut verdienende Familien. Hingegen müsste vor allem der Mittelstand die Folgen der hohen Steuerausfälle tragen. Auf Seiten der Befürworter standen die bürgerlichen Parteien (ohne die Jungfreisinnigen). Die Kosten für Nahrung, Kleider, Wohnen und Freizeit von Kindern würden stark ins Gewicht fallen und daher eine steuerliche Entlastung rechtfertigen, unabhängig von der gewählten Betreuungsform. Die Reihen der Befürworter waren nicht geschlossen, denn Economiesuisse, der Arbeitgeberverband und die FDP-Frauen beschlossen Stimmfreigabe. Über drei Fünftel der Abstimmenden lehnten die Vorlage ab; knappe zustimmende Mehrheiten erzielte sie nur in den Kantonen Genf und Tessin.

### Vaterschaftsurlaub
Die im Juli 2017 von Travail.Suisse eingereichte Volksinitiative «Für einen vernünftigen Vaterschaftsurlaub – zum Nutzen der ganzen Familie» wollte den Bund dazu verpflichten, einen mindestens vierwöchigen gesetzlich vorgeschriebenen Vaterschaftsurlaub einzuführen, der über die Erwerbsersatzordnung (EO) zu finanzieren sei. Der Bundesrat empfahl die Ablehnung, weil er in der Förderung familienergänzender Kinderbetreuung das bessere Kosten-Nutzen-Verhältnis sah. Die Kommission für soziale Sicherheit und Gesundheit des Ständerates erarbeitete jedoch einen indirekten Gegenvorschlag, der ähnlich wie die Initiative einen Vaterschaftsurlaub vorsah, jedoch nur zwei Wochen dauern sollte. Zur Finanzierung der geschätzten Kosten von jährlich 230 Millionen Franken sollte der Lohnabzug zugunsten der EO von 0,45 auf 0,5 Prozent erhöht werden. Beide Räte stimmten dem Gegenvorschlag zu, worauf die Initianten ihr Begehren zurückzogen. Andererseits brachte ein Komitee mit Vertretern von SVP und Jungfreisinnigen ein Referendum zustande. Die Gegner, zu denen auch die FDP, der Gewerbeverband und Swissmem gehörten, waren der Ansicht, dass die Kosten auch angesichts der aktuellen Pandemie nicht tragbar seien. Sie stellten sich grundsätzlich auf den Standpunkt, dass der Vaterschaftsurlaub nicht Aufgabe des Sozialstaates sei und die KMU zu sehr belasten würde. Linke und Mitte-Parteien, Gewerkschaften sowie Familien- und Jugendorganisationen unterstützten die Vorlage, ebenso zehn FDP- und fünf SVP-Kantonalparteien. Das bisherige Anrecht der Väter auf ein bis zwei Tage Urlaub sei nicht mehr zeitgemäss und im internationalen Vergleich völlig unzureichend. Mit zwei Wochen Dauer sei der Kompromiss breit abgestützt und massvoll; er erhöhe auch die Attraktivität jener KMU als Arbeitgeber, die sich eine vertragliche Lösung bisher nicht leisten konnten. Drei Fünftel der Abstimmenden nahmen die Vorlage an.

### Beschaffung neuer Kampfflugzeuge
Zwei Jahre nach der gescheiterten Abstimmung über die Beschaffung des Gripen begann das VBS 2016 mit den Vorbereitungen für eine erneute Evaluation. Neben den Kampfflugzeugen des Typs F-5E Tiger II sollten nun ab etwa 2030 auch die F/A-18 Hornet ersetzt werden. Der Bundesrat entschied, die Beschaffung mit einem Planungsbeschluss dem Parlament vorzulegen und somit dem fakultativen Referendum zu unterstellen. Die Beschaffungskosten sollten maximal sechs Milliarden Franken betragen, und über den Typ sollte erst nach einer allfälligen Volksabstimmung entschieden werden. 60 Prozent des Kaufpreises sollten durch Offset-Geschäfte in der Schweiz kompensiert werden. Gegen den entsprechenden Beschluss des Parlaments brachten die GSoA, die SP und die Grünen das Referendum zustande. Die Gegner kritisierten, die Beschaffung sei unnötig und zu teuer. Sie schätzten die Gesamtkosten inklusive Betrieb und Unterhalt während der gesamten Betriebsdauer auf 24 Milliarden Franken, was angesichts der Kosten zur Bewältigung der Pandemie zu viel sei. Zudem sei die Beschaffung leichterer und günstigerer Kampfflugzeuge nie ernsthaft geprüft worden. Zu den Befürwortern gehörten die bürgerlichen Parteien, Wirtschafts- und Industrieverbände sowie die Schweizerische Offiziersgesellschaft. Ihre Kampagne, die auch medienwirksame Auftritte der ersten Schweizer Kampfpilotin Fanny Chollet umfasste, betonte die Wichtigkeit neuer Kampfflugzeuge, die für den Luftpolizeidienst und die Reaktion auf internationale Bedrohungslagen unerlässlich seien. Die Finanzierung erfolge über das ordentliche Armeebudget und werde nicht zu Sparprogrammen in anderen Bereichen führen. Eine äusserst knappe Mehrheit der Abstimmenden sprach sich für die Vorlage aus, der Unterschied betrug lediglich 8'515 Stimmen.

## Abstimmungen am 29. November 2020

### Ergebnisse
| Nr. | Vorlage | Art | Stimm- berechtigte | Abgegebene Stimmen | Beteiligung | Gültige Stimmen | Ja        | Nein      | Ja-Anteil | Nein-Anteil | Stände | Ergebnis |
| --- | --- | --- | ------------------ | ------------------ | ----------- | --------------- | --------- | --------- | --------- | ----------- | ------ | -------- |
| 636 | Eidgenössische Volksinitiative vom 10. Dezember 2016 «Für verantwortungsvolle Unternehmen – zum Schutz von Mensch und Umwelt» | VI  | 5'495'345          | 2'584'840          | 47,04 %     | 2'560'809       | 1'299'129 | 1'261'680 | 50,73 %   | 49,27 %     | 8½:14½ | nein     |
| 637 | Eidgenössiche Volksinitiative vom 21. Juni 2018 «Für ein Verbot der Finanzierung von Kriegsmaterialproduzenten»               | VI  | 5'495'345          | 2'579'954          | 46,95 %     | 2'542'334       | 1'081'684 | 1'460'650 | 42,55 %   | 57,45 %     | 3½:19½ | nein     |

### Konzernverantwortungsinitiative
Rund 130 Organisationen aus den Bereichen Menschenrechte, Umweltschutz und Entwicklungshilfe, die sich zu einem Trägerverein zusammengeschlossen hatten, reichten im Oktober 2016 eine Volksinitiative ein. Die Konzernverantwortungsinitiative sollte Schweizer Unternehmen dazu verpflichten, die international anerkannten Menschenrechte und Umweltstandards auch im Ausland einzuhalten. Dabei müssten sie nicht nur ihre eigene, sondern auch die Geschäftstätigkeit ihrer Tochterunternehmen, Zulieferer und Geschäftspartner einer Sorgfaltsprüfung unterziehen. Falls nötig, müssten sie Massnahmen ergreifen sowie Bericht erstatten. Schliesslich sollten Schweizer Unternehmen auch für Schäden haften, die durch von ihnen kontrollierte Unternehmen verursacht werden. Klagen würden von Schweizer Gerichten nach Schweizer Recht beurteilt. Das Parlament stellte der Initiative einen indirekten Gegenvorschlag entgegen. Dabei würden grosse Schweizer Unternehmen gesetzlich dazu verpflichtet, über die Risiken ihrer ausländischen Geschäftstätigkeit für Mensch und Umwelt, über Korruption und über die dagegen ergriffenen Massnahmen Bericht zu erstatten und damit Transparenz zu schaffen. Unterstützung erhielten die Initianten von linken Parteien, aber auch von GLP und BDP. Die Befürworter, die illegale Machenschaften von Grosskonzernen wie Glencore oder Syngenta anprangerten, waren der Ansicht, dass die Verursacher für ihre Handlungen geradestehen müssten, denn Rücksichtslosigkeit dürfe kein Wettbewerbsvorteil sein. Den Gegenvorschlag hielten sie für wirkungslos. Bürgerliche Parteien und Wirtschaftsverbände argumentierten, dass die Initiative alle Schweizer Unternehmen einem Generalverdacht und einem erhöhten Klagerisiko aussetze, selbst wenn sie sich vorbildlich verhalten würden. Davon betroffen seien insbesondere kleine und mittlere Unternehmen. Während eine knappe Mehrheit der Abstimmenden die Vorlage annahm, scheiterte sie am Ständemehr.

### Kriegsgeschäfte-Initiative
In der Schweiz sind Herstellung, Handel und Finanzierung von atomaren, biologischen und chemischen Waffen sowie von Antipersonenminen und Streumunition verboten. Den Jungen Grünen und der GSoA war dies zu wenig umfassend, weshalb sie im Juni 2018 eine Volksinitiative einreichten. Sie forderte, dass das Finanzierungsverbot auf Produzenten aller Arten von Kriegsmaterial ausgedehnt wird, ebenso sollte der Besitz von Aktien von Kriegsmaterialproduzenten sowie von Anteilen an Fonds mit solchen Aktien verboten werden. Davon betroffen wären sämtliche Unternehmen, die mehr als fünf Prozent ihres Jahresumsatzes mit der Herstellung von Kriegsmaterial erwirtschaften. Institutionen wie der Nationalbank, Stiftungen oder Pensionskassen wäre es künftig verboten, in solche Unternehmen zu investieren. Ebenso müsste sich der Bund dafür einsetzen, dass solche Geschäfte weltweit geächtet werden. Linke Parteien, Friedensorganisationen und Gewerkschaften unterstützten die Initiative. Mit der Finanzierung von Kriegsmaterialproduzenten würde die Schweiz ihre eigenen Anstrengungen zur Friedensförderung untergraben. Bei einem Verbot könnte der Finanzsektor hingegen dazu gebracht werden, in nachhaltige und ethisch vertretbare Unternehmen zu investieren. Gegen die Initiative sprachen sich bürgerliche Parteien, Wirtschaftsverbände und der Schweizerische Pensionskassenverband aus. Die geltenden Regelungen hätten sich bewährt und würden gleichzeitig dem Finanzplatz Schweiz den nötigen Handlungsspielraum für eine möglichst breite Diversifizierung geben. Das vorgegebene Ziel eines weltweiten Finanzierungsverbots sei unrealistisch, ebenso wäre der Kontrollaufwand enorm. Schliesslich würden Schweizer Institutionen und Unternehmen massiv eingeschränkt. Knapp drei Fünftel der Abstimmenden lehnten die Vorlage ab; Ja-Mehrheiten resultierten in den Kantonen Basel-Stadt, Genf, Jura und Neuenburg.